# アグマチナーゼ
アグマチナーゼ(Agmatinase, EC 3.5.3.11)は、以下の化学反応を触媒する酵素である。
アグマチン + 水 {\displaystyle \rightleftharpoons } プトレシン + 尿素
従って、この酵素の基質はアグマチンと水の2つ、生成物はアグマチンと尿素の2つである。
この酵素は、特にペプチド結合以外の炭素-窒素結合、特に鎖状アミジンに作用する加水分解酵素に分類される。系統名は、アグマチン アミジノヒドロラーゼ(Agmatine amidinohydrolase)である。アグマチンウレオヒドロラーゼ(agmatine ureohydrolase)やSpeBと呼ばれることもある。尿素回路の一部を構成している。

## 遺伝子
ヒトでは、この酵素はAGMAT遺伝子でコードされている。

## 構造
2007年5月時点で、5つの三次構造が解明されている。蛋白質構造データバンクのアクセッションコードは、1GQ6、1GQ7、1WOG、1WOH及び1WOIである。

## 阻害剤
- ピペラジン-1-カルボキシアミジン